# Quo Vadis? (1985)
Quo Vadis? ist ein vierteiliger Fernsehfilm aus dem Jahr 1985, der von Rai Uno, Leone Film, Antenne 2, Polyphon Film- und Fernsehgesellschaft, Channel 4, Televisión Española (TVE) und Radiotelevisione svizzera di lingua italiana produziert wurde. Der Film beruht auf dem gleichnamigen Roman von Henryk Sienkiewicz. Das Drehbuch verfasste der Oscar-Preisträger Ennio De Concini.

## Inhalt
Wie das Buch und die Adaption des Stoffes von 1951 beschreibt der für das Fernsehen produzierte Film die Anfänge des Christentums in Rom zur Zeit von Kaiser Nero. Er spielt im Jahr 64 nach Christus, als der siegreiche Kommandant Marcus Vinicius mit seinen Truppen von Britannien nach Rom zurückkehrt. Hier verliebt er sich in die römische Sklavin Lygia. Der unter Größenwahn leidende Nero (gespielt von Klaus-Maria Brandauer) will Rom in ein Flammenmeer verwandeln und an gleicher Stelle eine neue Stadt namens Neropolis aufbauen. Diverse persönliche Schicksale werden gezeigt und miteinander verknüpft. Den in Rom lebenden Christen wird schließlich die Schuld an dem Brand zugeschoben und viele sterben in den Arenen und am Kreuz. Am Ende begeht Nero Selbstmord.